# 東夷偽史先住民拙言滅裂多仁
『東夷偽史先住民拙言滅裂多仁』(とういぎしせんじゅうみんせつげんめつれつおおしじん)は日本のロックバンド、マリア観音の8枚目のアルバム。平山裕士が運営する自身のレーベル「エレクトレコード」より2019年にリリースされた。

## 解説
- プロデュースは木幡東介。
- ミックス/マスタリングはa_kira。
- ジャケット・デザインはクロさん、切り絵/絵画は木幡東介が手掛けた。
- 今作はバンド活動再開後の第19期メンバーによる初の作品で[2]、前作『開き盲目』から20年ぶりに制作された。
- ライブでの演奏では曲によりa_kiraがオルガンのみ、ギターのみを演奏していたのに対し、今作では「静かな夜」以外の曲でオルガン/ギターを重ねて演奏している。
- 先行購入者特典：最初期音源集CDR、最新ライブDVDR(2019年2月11日)[2]。

## 収録曲
1. 義眼 (11:21)
『義眼』収録曲の再録音版。
2. 絶滅 (9:28)
『開き盲目』収録曲の再録音版。
3. 静かな夜 (8:54)
『髑髏』収録曲の再録音版。
『人間凶器』の歌詞を含む。
4. 冬の蝶 (6:52)
5. 漆黒界 (12:02)
『犬死に』収録曲の再録音版。
6. 刺生活 (12:30)
『犬死に』収録曲の再録音版。
『屠畜業』、『五木の子守唄お座敷唄』が挿入されている。

（作詞・作曲：木幡東介）

## 参加メンバー
- 木幡東介：ヴォーカル/トランペット (#3)/尺八 (#6)/銅鑼 (#1,#2,#5)/パーカッション (#1,#2)/効果音 (#2,#5)
- 平野勇：ドラム/コーラス
- 木幡(伊藤)明子：ベース/コーラス
- a_kira：オルガン/ピアノ (#2)/ギター (#3以外)/コーラス